# مدل پنیر سوئیسی

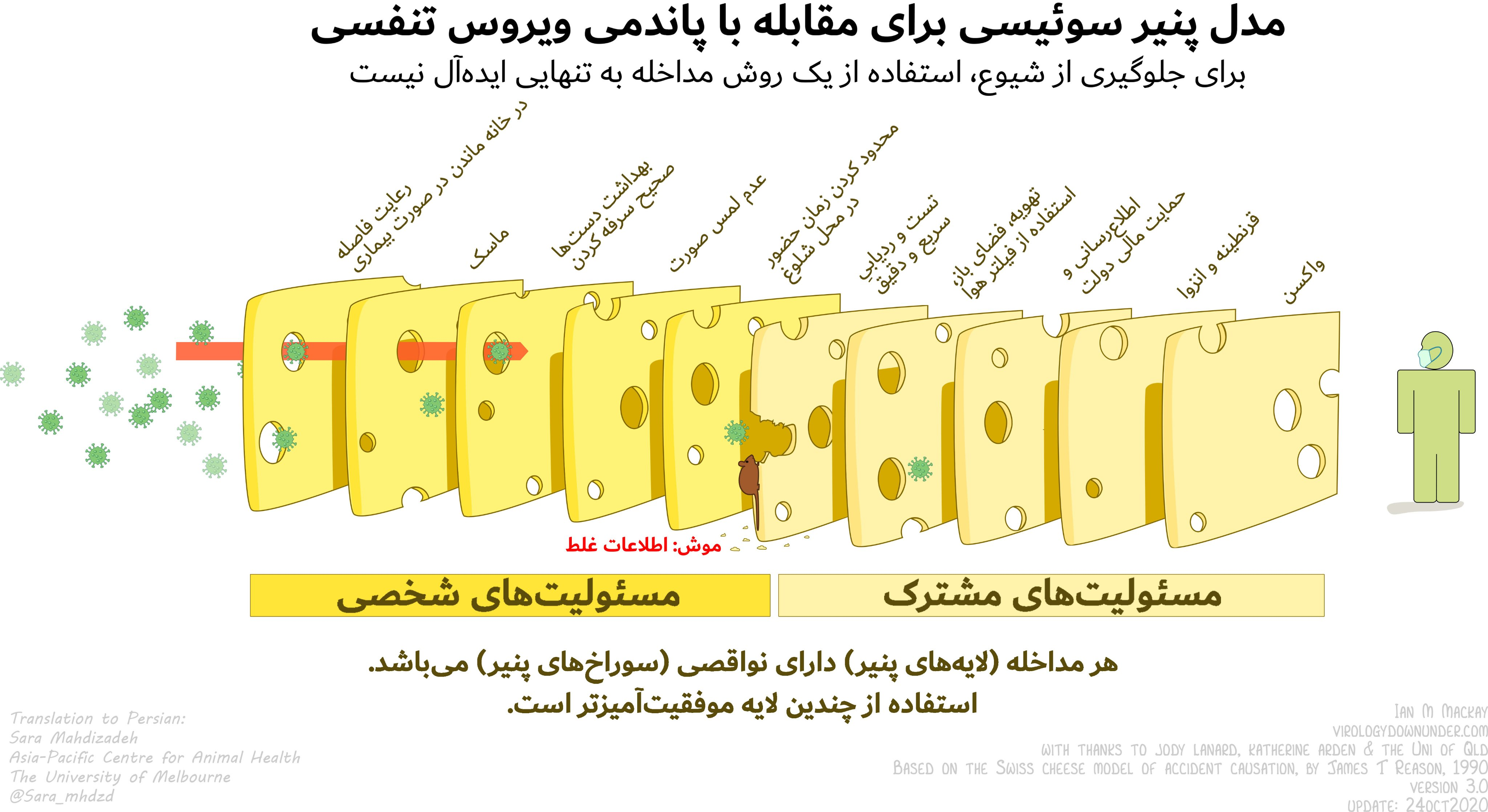
Sn

مدل پنیر سوئیسی (Swiss cheese model) یکی از مدل‌های مدیریت و تحلیل خطر از جمله ایمنی حمل و نقل هوایی، مهندسی، بهداشت و درمان، سازمان خدمات اورژانس و به عنوان یکی از اصول ماورای لایه‌های امنیتی مثلاً در امنیت کامپیوتر می‌باشد.
بر اساس این مدل، خطاها و رویدادها اغلب چندعاملی هستند و مستلزم آن است که به‌طور همزمان یک سری از لایه‌های محافظتی با شکست روبرو شوند و لذا می‌توان هرگونه اشتباه یا خطا را از طریق اقدامات محافظتی سیستم، پرسنل درون سیستم یا هر دو کاهش داد.